# Юльчиева, Ташай
Ташай Юльчиева (1917 год, Чимкент — 1982 год) — прядильщица Чимкентской хлопчатобумажной фабрики, Герой Социалистического Труда (1960).

## Биография
Родилась в 1917 году в городе Чимкент. С 1942 года работала на строительстве хлопчатобумажной фабрики Чимкентского текстильного комбината. С 1945 года трудилась прядильщицей на этой же фабрике.
Начиная с 1945 года ежегодно выполняла план на 107—110 %. За этот доблестный труд была удостоена в 1960 году звания Героя Социалистического Труда.

## Награды
- Герой Социалистического Труда — указом Президиума Верховного Совета от 7 марта 1960 года;
- Орден Ленина (1960).